# Positive Train Control

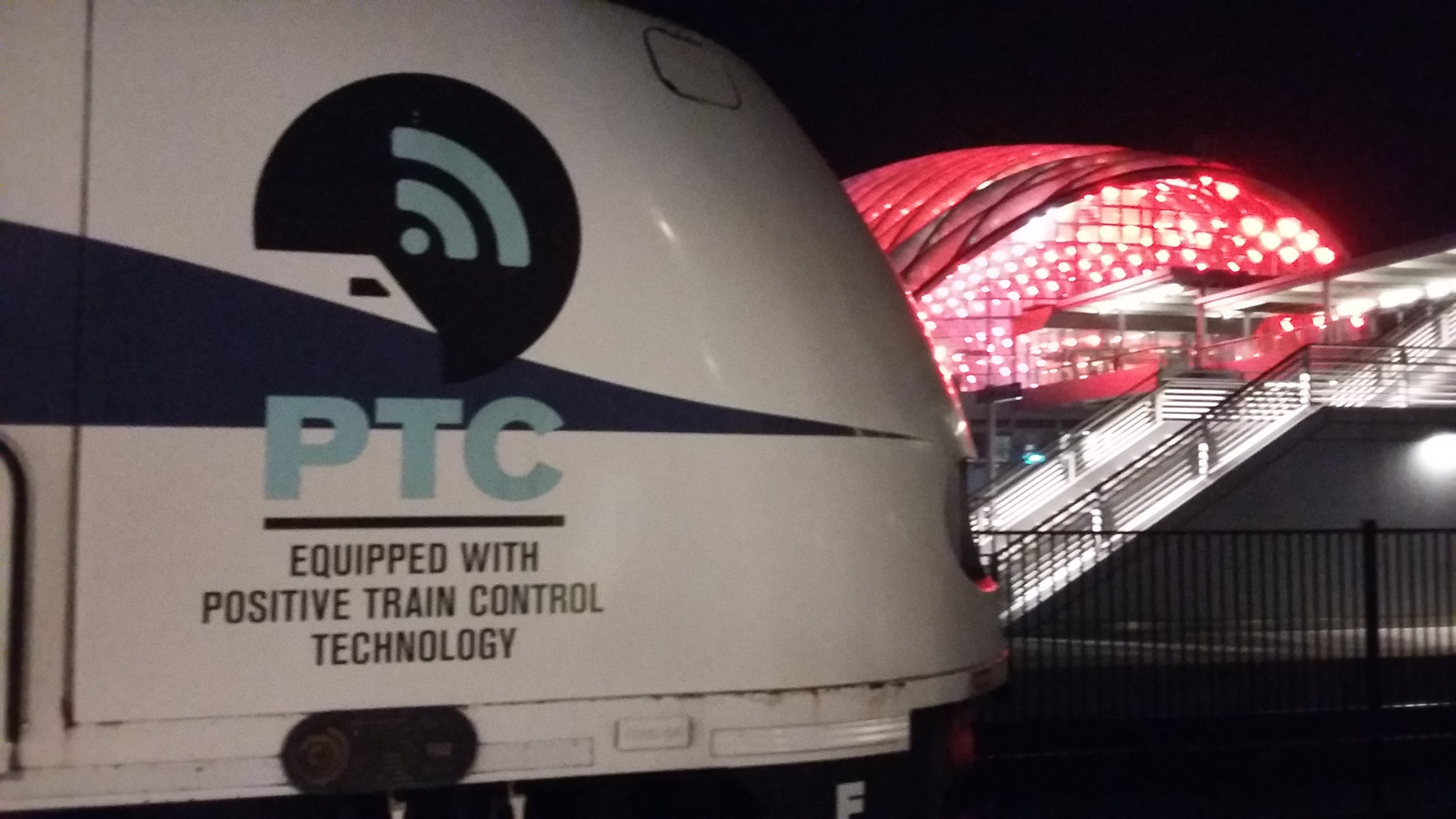
Metrolink-Zug 2016 mit Aufkleber, der auf die neue Ausrüstung mit dem System hinweist: "PTC - Equipped With Positive Train Control Technology"

Positive Train Control (PTC) ist in den USA der Begriff für ein einheitliches modernes Zugbeeinflussungssystem. Es ist die bundesweite Standardisierung der Eisenbahnbehörde FRA auf der Grundlage mehrerer nichtkompatibler Bestandssysteme. Das funktionelle Entwicklungsziel ist analog zu ETCS in der EU. Die technische Umsetzung unterscheidet sich jedoch in den Bereichen Fahrweg, Fahrzeug und Kommunikation. Eine De-facto-Standardisierung gibt es zur Einführung eines digitalen Zugfunks mit PTC Radio auf 220 MHz.

## Geschichte
Untersuchungen der 1990er Jahre hatten gezeigt, dass es im Mischbetrieb von Güterverkehr und zunehmend schnellem Personenverkehr zu Sicherheitsproblemen kommt, die durch die damaligen Zugsicherungsverfahren nicht abgedeckt werden konnten. Das Pulse-Code-Cab-Signaling-Verfahren wurde mit verschiedenen Erweiterungen sowohl für den Betrieb von Stadtbahnnetzen als auch den Hochgeschwindigkeitsverkehr versehen, welche allerdings untereinander inkompatibel sind. Der US-Kongress hatte 2008 gefordert, dass bis 2015 ein einheitliches Positive Train Control System eingeführt wird (Rail Safety Improvement Act 2008 RSIA, veröffentlicht am 16. Oktober 2008). Es gab anschließend noch Diskussionen, da der Beschluss ein "Unfunded Mandate" ist (also keine finanzielle Unterstützung aus dem Bundeshaushalt beinhaltet). Jedoch hat die Eisenbahnbehörde FRA am 12. Januar 2010 klar das positive Kosten-Nutzen-Verhältnis betont und die Eisenbahngesellschaften zur Umsetzung verpflichtet.
Die Eisenbahnbehörde FRA nennt in ihren Zielvorstellungen
- „Errichtung eines Nationalen Differential-GPS (NDGPS) als landesweites, einheitliches und unterbrechungsfreies Ortungssystem, das geeignet ist für den Zugbetrieb“[2],
- „Verbesserung des Technikstandards des Planungswesens und der Zugbetriebsysteme“[2] sowie
- „Umsetzung von Sicherheitsrichtlinien nach aktuellem Standard der FRA“.[2]

Der Industrieverband der Streckenausrüster AREMA beschreibt die Anforderungen an das PTC mit folgenden Punkten:
- Blockkontrolle oder Kollisionsvermeidung,
- Geschwindigkeitskontrolle und zeitweilige Geschwindigkeitsherabsetzungen,
- Sicherheit bei Streckenarbeiten.

Kurz nach der Beschlussfassung des Rail Safety Improvement Act 2008 konkurrierten mehrere Ansätze für die Umsetzung der Anforderung als PTA-System. Im Frühjahr 2009 gab es elf PTC-Projekte bei neun verschiedenen Bahngesellschaften in 16 Bundesstaaten. Um eine Standardisierung zu fördern, gründeten UP, BNSF, CSX und NS das Interoperable Train Control Committee (ITC). Dieses legte dann Nachrichtenformate, Bremskurven, Hardwareplattform und die Nutzung des 220-MHz-Bandes fest.
In einer Stellungnahme von 2012 an den Kongress nannte die FRA zwei vorhandene Systeme, die als Grundlage für ein PTC-System in Frage kommen. Dazu gehörten das Advanced Civil Speed Enforcement System (ACSES) von Amtrak, und das vom Zulieferer Wabtec definierte I-ETMS (Interoperable Electronic Train Management System). Grundsätzlich galt die Technologie des europäischen ETCS als eine geeignete Grundlage des PTC-Systems, sie wurde jedoch nur für die Strecken des California High-Speed Rail diskutiert. Ähnlich wie bei ETCS die Kommunikation typischerweise mit GSM-R erfolgt, sollten dann ETCS-Komponenten mit PTC Radio für die Kommunikation verbunden werden. Einige bereits vorhandene Systeme, die eigentlich die Anforderungen eines PTC Systems erfüllen würden, müssen im weiteren Verlauf ersetzt werden. Insbesondere das Electronic Train Management System (ETMS) von Wabtec ist inkompatibel zum I-ETMS und vorhandene Lokomotiven müssen umgerüstet werden. Das Communication-Based Train Control (CBTC) der Port Authority Trans-Hudson (PATH) gilt als ähnlich zum ACSES und kann ergänzt werden. Andere Gesellschaften nutzen für die Nachrüstung der Lokomotiven das Display aus dem I-ETMS Angebot, womit sich eine De-facto-Standardisierung ergibt. Das I-ETMS-Display wird dabei zusätzlich zum vorhandenen Display, etwa der PCCS-Anzeige, installiert. Bei der Streckenausrüstung wurden wiederum die bei 900 MHz sendenden ACSES-Funkstationen um zusätzliche Sender für die mit 220 MHz PTC Radio arbeitenden Güterzüge ergänzt.
Die ursprüngliche Zielvorgabe, bis Jahresende 2015 eine landesweite Nutzung von PTC-Systemen auf Strecken mit Mischverkehr von Güterzügen und Personenzügen zu erreichen, wurde verfehlt. Zwar hat Metrolink (Los Angeles) im Februar 2014 die erste Strecke mit PTC in Betrieb genommen, musste jedoch den bisherigen Ausrüster ARINC durch einen Direktvertrag mit Wabtec ersetzen, um im Laufe des Jahres 2015 das Gesamtnetz und die Lokomotiven noch fristgerecht mit PTC versorgen zu können. Im Juni 2015 meldeten nur sieben Gesellschaften, die im Verband amerikanischer Nahverkehrsgesellschaften (APTA) organisiert sind, dass sie den Termin schaffen werden. Anfang 2017 waren bundesweit nur 456 Meilen Strecke voll ausgerüstet. Zu Ende 2018 sollen nun wenigstens 50 % der Strecken für den Personenverkehr im PTC-Betrieb sein.

## Umsetzung

### Überland- und Nebenstrecken
Es wird auf ein funkgestütztes Zugleitsystem orientiert, das mit den Fahrtrechnern der (Güter-)Züge kommuniziert. Diese haben heute schon weitläufig die Streckenprofile abgespeichert und sollen durch Funknachrichten über Änderungen wie
- zeitweilige Geschwindigkeitsbeschränkungen und
- Verkehr über das Gegengleis

auf dem jeweiligen aktuellen Stand gehalten werden. Ein funkgestütztes System hat auch den Vorteil, in den „dark territories“ ohne streckenseitige Signalisierung zu funktionieren – selbst die Gleisfreimeldungen können dann über Funkfreigaben (movement authorities) erfolgen. Ähnliches ist dort schon bisher üblich, die Fahrterlaubnis wird allerdings schlicht durch Sprechdurchsagen an den Zugführer zugestellt, eine automatische Kontrolle im Fahrtrechner ist so nicht möglich.
Der Anwendungsfall ohne Streckensignale ist vergleichbar mit ERTMS Regional (eine Variante von ETCS Level 3) in Europa, die mit GSM-R als Funksystem arbeitet. Allerdings wird in den USA auf das TETRA-ähnliche APCO-P25-Funksystem der US-Behörden zurückgegriffen. Die Positionsmeldung soll in den „dark territories“ durch GPS erfolgen, zumal viele Strecken dort ohnehin nur eingleisig sind, und bei Bedarf durch Differential GPS die Genauigkeit verbessert wird, so dass eine Eindeutigkeit zum Gleis immer gegeben ist.

### Hochgeschwindigkeitsstrecken und Ballungsgebiete
Das ausschließlich funkgestützte System erfüllt aber nicht die Anforderungen für Hochgeschwindigkeitsverkehr und gemischten Verkehr mit dichten Zugfolgen. Dort ist eine streckenseitige Zugsicherung zwingend erforderlich. In einer Stellungnahme des Eisenbahnverbandes AAR (Association of American Railroads) wird diesbezüglich auf das bestehende ACSES verwiesen, das von Amtrak für den Hochgeschwindigkeitsverkehr im Nordostkorridor installiert wurde (getestet 2000–2002 zwischen New Haven und Boston, nachfolgend bis Washington ausgedehnt). Das System ACSES basiert auf Eurobalisen, deren Signalbegriffe sich allerdings vom europäischen ETCS unterscheiden. Die Fahrbegriffe des Pulse Code Cab Signaling haben derzeit Vorrang und es wird kein GSM-R verwendet.
In der Praxis werden bei Positive Train Control auf den hochfrequentierten Strecken drei Systeme ineinandergreifen:
- Pulse Code Cab Signaling für die Führerstandsignalisierung,
- Balisen für Positionsmeldung und automatische Gleisfreimeldung auch bei Funkproblemen,
- Communication-Based Train Management (CBTM), u. a. für Updates der Streckenprofile in den Fahrtrechnern und Fahrfreigaben nach einer Zwangsbremsung.

### Funkstandards
Für die Funkfrequenz des PTC-Radios wurde mehrere Vorschläge eingebracht, einschließlich einer multi-band Lösung beim Advanced Train Control System (ATCS) der Association of American Railroads mit mehreren Frequenzen bei 160 MHz und 900 MHz (das alte EMTS hat 160 MHz verwendet, ACSES hat 900 MHz verwendet). Diese Einführung wurde jedoch gestoppt, als durch Betreiben der FRA die Frequenz von 220 MHz für den nationalen Frachtverkehr schon im Rail Safety Improvements Act von 2008 verankert wurde. Diese Frequenz basiert auf einer privaten Initiative zweier Bahngesellschaften, die 2007 eine gemeinsame Firma PTC 220 LLC ausgegründet haben, um Rechte in diesem Frequenzspektrum zu kaufen. Die anderen Class 1 AAR Gütereisenbahnen haben sich später beteiligt und die Frequenzen ihres Betriebsfunks teils zur Verfügung gestellt. Einige der PTC-220-Frequenzen stehen landesweit zur Verfügung (18 Kanäle im Bereich 220–222 MHz), andere sind derzeit nur regional nutzbar (im Bereich 217–220 MHz). Da in einigen Fällen das Spektrum nicht ausreichen wird (es werden regional 20–40 Kanäle benötigt), sind FRA und Bahngesellschaften dabei, anderen Nutzungen umzusiedeln, um mehr Frequenzen für den Frachtverkehr mit PTC bereitzustellen. Als weitere Schwierigkeit wird gesehen, dass in Kanada das obere 1,25-Meter-Band (222–225 MHz) noch komplett für den Amateurfunk bereitsteht, gerade aus diesem Frequenzbereich jedoch mehr Bandbreite geschöpft werden könnte.

### Kommunikationsprotokolle
Die Transportebene der Nachrichtenaustauschs wurde unter Federführung der Firma Meteorcomm festgelegt. Diese stellten frühzeitig ein Software Defined Radio Modul (MCC SDR) bereit, das in Lokomotiven, an Signalen und in Stellwerken für den Test der Funkwege verwendet wurde. Meteorcomm hat außerdem das Interoperable Train Control Network (ITCnet) aufgebaut, das die Betriebszentralen aller großen Bahngesellschaften in den USA miteinander verbindet. Vom ITCnet gibt es auch Interfaces zum Funknetzwerk (ITCR - 220-MHz-ITC-Radio-Network), den Systemen des Systems Management Frameworks (ITCSM) und anderen Transportkanälen (IP, 3G, Satellit, WLAN). Die Protokollstapel des ITC-Messaging (ITCM) erlauben dabei eine Verknüpfung aller Systeme unabhängig vom verwendeten Verbindungstyp. Abseits der ITCR-Funkschnittstelle werden die ITC-Nachrichten mit einem Edge Message Protocol-Header (EMP) für den Transport durch ein IP-Netz versehen. Die EMP/IP-Nachrichten können dabei Punkt-zu-Punkt (Class D - TCP/IP) oder mittels Message-Broker (Class C - AMPQ) verteilt werden.
Zur Adressierung werden im EMP-Header für alle Züge IDs im Format der vorhandenen ACSES-Definition genutzt. Dies erlaubt eine direkte Weiternutzung der ACSES Streckenausrüstung. Auch die ACSES Züge erhalten Freigaben und zeitweilige Geschwindigkeitsbeschränkungen (Temporary Speed Restriction, TSR) per Funk (keine Verwendung von Transparentdaten-Balisen). Der wesentliche Unterschied zu Nachrichten über I-EMTS-PTC-Radio besteht darin, dass in ACSES-Bereichen die Ortsangaben sich auf Abstände zu den nächsten Balisen beziehen, anderweitig jedoch auf GPS-Koordinaten.

## Kritik
Das Positive Train Control System steht insbesondere in der Kritik, weil es in wesentlichen Teilen nicht auf die Erfahrungen des European Rail Traffic Management System (ERTMS) zurückgreift. Die Erfahrungen bei ERTMS haben viele Schwierigkeiten aufgezeigt, die eine so zügige Entwicklung, Erprobung und Implementierung (geplant 2009–2015) nicht wahrscheinlich sein ließen. Andererseits stand das European Train Control System (ETCS) in den USA zu Beginn der Gesetzgebung in der Kritik, dass es mit seiner umfangreichen Streckenausrüstung (z. B. ETCS Level 1 Modus Full Supervision (FS) in Spanien) sehr teuer ist. Zur "LowCost"-Version ERTMS Regional lagen noch keine Betriebserfahrungen und keine gesicherten Standards vor.
Die Umsetzung von PTC wird schätzungsweise mehr als 10 Milliarden US-Dollar kosten. Gleichzeitig wird die rein private Umsetzung als problematisch angesehen. Aufgrund des Unfunded Mandate hat die Eisenbahnaufsicht FRA keinen Einfluss, wann welche Strecken mit standardisierten PTC-Elementen ausgerüstet werden. Das Festhalten an alten Zugbeeinflussungssystemen könnte deshalb zu Marktabschottungen führen und damit zu erheblichen Ungleichgewichten.
Hinzu kommen technische Einschränkungen, da durch schlechte Wetterbedingungen etwa die Satellitenortung beeinträchtigt werden kann. Die Eisenbahnbehörde FRA hat bestätigt, dass dann die Sicherheitsabstände vergrößert werden müssen. Das europäische LOCOPROL/LOCOLOC Projekt hatte schon früher gezeigt, dass mit EGNOS-unterstützter Satellitenortung allein die Schranken der SIL-4-Sicherheits-Kriterien verfehlt werden, die für den Zugbetrieb notwendig sind.